# Bệnh viện Trung tâm Vũ Hán
Bệnh viện Trung tâm Vũ Hán (tiếng Trung: 武汉市中心医院) là một bệnh viện nằm ở quận Giang Ngạn ở Vũ Hán. Nó được thành lập vào năm 1880 như một phòng khám bởi nhà thờ Công giáo Hán Khẩu. Năm 1893, sau đó được mở rộng và đổi tên thành Bệnh viện Công giáo.

## Nhân viên nổi bật
Bệnh viện là nơi các bác sĩ nhãn khoa Lý Văn Lượng phát hiện thấy một đợt bùng phát virus mà sau đó có liên quan đến dịch coronavirus 2019-20 ở Trung Quốc và hơn thế nữa. Lý nhiễm virus từ một bệnh nhân và chết tại bệnh viện vào ngày 7 tháng 2 năm 2020.